# Sucha Wólka
Sucha Wólka – wieś w Polsce położona w województwie lubelskim, w powiecie kraśnickim, w gminie Annopol.
W latach 1975–1998 miejscowość administracyjnie należała do województwa tarnobrzeskiego.
Wieś stanowi sołectwo gminy Annopol. Według Narodowego Spisu Powszechnego (III 2011 r.) wieś liczyła  188 mieszkańców. Posiada jednostkę Ochotniczej Straży Pożarnej.
Na północny zachód od wsi znajduje się wpisana do rejestru zabytków mogiła wojenna z 1944 r.

## Historia
Wieś powstała pod koniec XVI w. W 1580 r. zapisana jako Wola Lubaszowa, jeszcze w 1592 roku odnotowano ją jako „in nova radice”, czyli niedawno założoną. W 1618 roku jako Wola Luboszowa figuruje w akcie granicznym Boisk i Woli Grabowej. W 1626 r. jest Wola Lubaszowa, podobnie w 1663 roku zaś w latach 1668 i 1673 występuje Wola Lubaszowska. Z 1676 r. pochodzi zapis Wola Lubaszowa alias Wola Sucha. Podobnie zapisano w rejestrze z 1685 r.

W XVIII i XIX w. ciągle Sucha Wola i Sucha Wolka, zaś w 1883 r. Suchowola. Sporadycznie w 1870 r. zapisano ją Wólka Rochowska. W 1905 r. Sucha Wólka miała prócz folwarku sześć oddzielnych części.
W 1921 r. wieś ta liczyła 53 domy, w 1970 r. jest to jedna samodzielna wieś. (Opisu dostarcza Słownik historyczno-geograficzny ziem polskich w średniowieczu)
Sucha Wólka opisana przez Słownik geograficzny Królestwa Polskiego z roku 1890 jako wieś i folwark w powiecie janowskim, ówczesnej gminie Annopol, parafii Świeciechów, wieś odległa od Rochowa 5, a od Kraśnika 18 wiorst. Około roku 1890 posiadała 22 osady włościańskie z 187 mieszkańcami i gruntem 407 mórg. Nadto było 14 kolonii (założonych na gruntach dworskich) z ludnością 65 dusz. Folwark Sucha Wólka oddzielony od dóbr Rachów w 1875 oku z obszarem 475 mórg, po utworzeniu kolonii ma 158 mórg. Przeważa tu gleba gliniasta, marglowata – urodzajna.